# Golf van Valencia

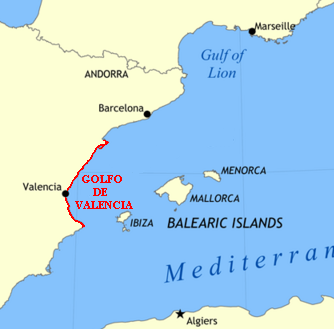
De locatie van de Golf in de westelijk Middellandse zee, met in deze kaart de noordelijke grens bij de Ebro delta

De Golf van Valencia (Catalaans: Golf de València; Spaans: Golfo de Valencia), is een baai of inham aan de westelijke Middellandse Zee aan de oostkust van Spanje. De golf begint in het noorden, volgens sommigen bij de kaap van Vinaròs, volgens anderen bij de Ebro-delta en in het zuiden bij Cabo de la Nao. Als de kaap van Vinaròs als grens wordt aangehouden, betekent dit dat de gehele kust van Valencia onder deze golf valt en als de Ebro-delta wordt meegerekend dan reikt het tot de zuidwestelijke puntjes van Catalonië.
De kleine Columbretes eilanden liggen in deze golf.

## Geografie
De kust langs de Golf van Valencia is voornamelijk vlak en zanderig. Kustmoerassen (voornamelijk de Albufera) zijn kenmerkend in deze regio. Het gebied is misschien wel het beste voorbeeld van het mediterraan klimaat in Spanje.
De lage vruchtbare gronden leveren zowel rijst en, voornamelijk, bomen van het citrusgeslacht; de sinaasappel en citroen zijn de dominante gewassen.
De kust langs de golf van Valencia is een van de dichtstbevolkte gebieden van Spanje.